# Soling
De Soling is een 8,2 meter lange open kielboot ontworpen in 1965 door de Noor Jan Linge. In 1968 werd de klasse gekozen tot een van de olympische klassen voor de Spelen van 1972. De Soling bleef olympisch tot zijn laatste optreden op de Olympische Spelen van 2000.
Vanaf 2008 deed de Soling mee aan de Vintage Yachting Games.
De Soling is een sterk schip dat ontwikkeld is voor alle winden en omstandigheden op zee. Fitness en teamwerk bij het varen met een Soling essentieel. De boten zijn gemaakt van polyester en de rondhouten van een aluminium legering.
Een Soling gaat zeer lang mee. Ook als wedstrijdschip blijft het lang in conditie. In 2009 behaalde een dertig jaar oud schip de 7e plaats op het WK.
Typerend voor de Soling is "droop-hiking", een techniek van buitenhangen om het schip vlak te laten varen.

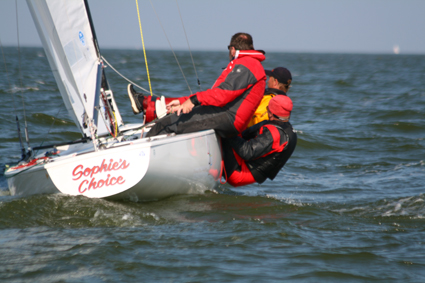
Droop-hiking